# Luigi Vanvitelli
Luigi Vanvitelli (født 12. maj 1700, død 1. marts 1773) var en italiensk arkitekt og ingeniør, der markerede sig i overgangen mellem under senbaroken og nyklassicismen. Han var elev af Filippo Juvarra.
Han er blandt andet kendt for Vanvitellis Akvædukt ved den italienske by Caserta. 